# Cody Williams

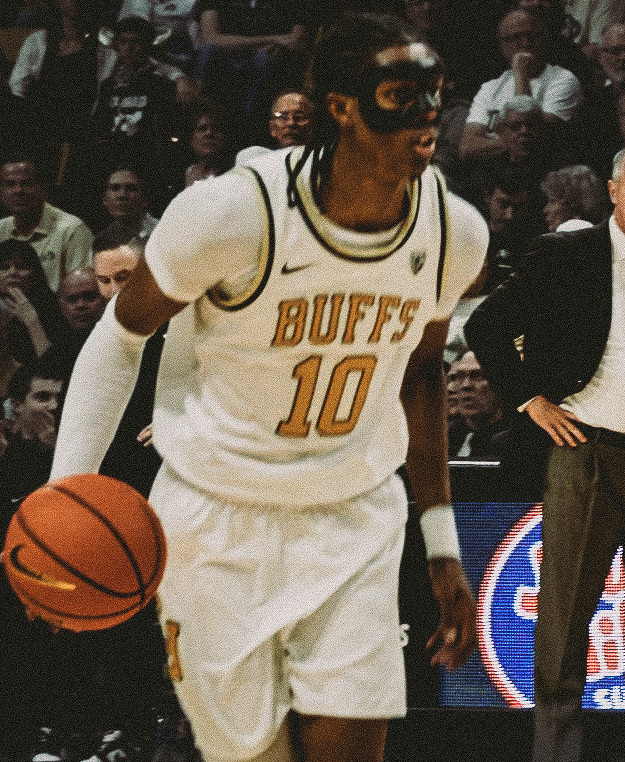
Cody Williams, 2024.

Cody Leron Williams, född 20 november 2004 i San Luis Obispo i Kalifornien, är en amerikansk professionell basketspelare (SF) som spelar för Utah Jazz i National Basketball Association (NBA).
Han draftades av Utah Jazz i första rundan i 2024 års draft som tionde spelare totalt.
Innan Williams blev proffs studerade han vid University of Colorado Boulder och spelade för deras idrottsförening Colorado Buffaloes.